# Czarne lustro
Czarne lustro (ang. Black Mirror) – brytyjski antologiczny, satyryczny serial fantastycznonaukowy stworzony przez Charliego Brookera. W mroczny i satyryczny sposób skupia się na tematach, które dotyczą współczesnego społeczeństwa, szczególnie na negatywnych konsekwencjach rozwoju nowych technologii. Każdy odcinek to osobna historia. Akcja toczy się w alternatywnej teraźniejszości albo bliskiej przyszłości.
Początkowo serial powstał jako 6-odcinkowa antologia. Pierwszy odcinek wyemitowano 4 grudnia 2011 roku w Channel 4. We wrześniu 2015 Netflix zakupił prawa do serialu, jednocześnie ogłaszając, że powstaną dwa sezony po sześć odcinków. W Polsce serial premierowo został wyemitowany przez Cinemax w marcu i kwietniu 2013 roku, natomiast emisja w TVN 7 odbywała się od 4 marca do 8 kwietnia 2015.

## Fabuła
Serial opowiada o historiach społeczno-obyczajowych osadzonych w różnej perspektywie czasowej, bliskiej jednak współczesności. Każdy odcinek serialu to odbicie cywilizacji oraz zapowiedź konsekwencji, które mogą doprowadzić do jej upadku, jeśli nic się nie zmieni. W serialu zostaje poruszony m.in. problem przekraczania barier obyczajowych w imię sztuki, zgubnego wpływu nowych technologii na życie osobiste czy podporządkowania życia regułom telewizji i portali społecznościowych, gdzie nic już nie jest prawdziwe.

## Lista odcinków
| Sezon | Sezon     | Odcinki   | Premierowa emisja    | Premierowa emisja    | Premierowa emisja | Premierowa emisja    | Premierowa emisja    |
| Sezon | Sezon     | Odcinki   | Premiera sezonu      | Finał sezonu         | Produkcja         | Premiera sezonu      | Finał sezonu         |
| ----- | --------- | --------- | -------------------- | -------------------- | ----------------- | -------------------- | -------------------- |
|       | 1         | 3         | 4 grudnia 2011       | 18 grudnia 2011      | Channel 4         | 3 marca 2013         | 17 marca 2013        |
|       | 2         | 3         | 11 lutego 2013       | 25 lutego 2013       | Channel 4         | 3 kwietnia 2013      | 17 kwietnia 2013     |
|       | Specjalny | Specjalny | 16 grudnia 2014      | 16 grudnia 2014      | Channel 4         | 6 stycznia 2016      | 6 stycznia 2016      |
|       | 3         | 6         | 21 października 2016 | 21 października 2016 | Netflix           | 21 października 2016 | 21 października 2016 |
|       | 4         | 6         | 29 grudnia 2017      | 29 grudnia 2017      | Netflix           | 29 grudnia 2017      | 29 grudnia 2017      |
|       | Film      | Film      | 28 grudnia 2018      | 28 grudnia 2018      | Netflix           | 28 grudnia 2018      | 28 grudnia 2018      |
|       | 5         | 3         | 5 czerwca 2019       | 5 czerwca 2019       | Netflix           | 5 czerwca 2019       | 5 czerwca 2019       |
|       | 6         | 5         | 15 czerwca 2023      | 15 czerwca 2023      | Netflix           | 15 czerwca 2023      | 15 czerwca 2023      |
|       | 7         | 6         | 10 kwietnia 2025     | 10 kwietnia 2025     | Netflix           | 10 kwietnia 2025     | 10 kwietnia 2025     |

## Film interaktywny
28 grudnia 2018 roku na platformie Netflix został umieszczony film Czarne lustro: Bandersnatch. Jest to odcinek interaktywny, gdzie widz ma możliwość wyboru, co ma się dalej wydarzyć. Czas trwania owej produkcji zależy od decyzji widza, jednak średnio wynosi on 90 minut. Cały materiał filmowy wykorzystany do wszystkich ścieżek trwa łącznie 312 minut. W maju 2025 roku film został usunięty z platformy Netflix w ramach aktualizacji treści w serwisie. 

## Odbiór
Początkowo serial zebrał bardzo pozytywne recenzje krytyków i zdobył dużą popularność. Z czasem coraz więcej odcinków spotykało się jednak z chłodną reakcją recenzentów.
W 2013 roku Robert Downey Jr. powiedział, że odcinek The Entire History of You zainspirował go do stworzenia nowego filmowego projektu Warner Bros. oraz własnego studia aktora, Team Downey. W grudniu 2014 Stephen King wyraził swe uznanie dla serialu na Twitterze.